# Teroldego Rotaliano
Il Teroldego Rotaliano è un vino rosso a Denominazione di Origine Controllata (DOC) prodotto con uve Teroldego in provincia di Trento.
La denominazione è stata autorizzata con DPR 18 febbraio 1971 e successive modifiche.

## Zone di produzione
La zona di produzione del vino Teroldego Rotaliano comprende la porzione del Campo Rotaliano, ricadente nei comuni di Mezzolombardo, Mezzocorona e nella frazione di Grumo del comune di San Michele all'Adige.

## Storia
Non si conosce di preciso l’origine del nome, tuttavia esso potrebbe derivare da una sottozona chiamata “Le teroldeghe”, citata fin dall’antichità e corrispondente all’attuale centro del Campo Rotaliano, tra Mezzocorona e Mezzolombardo. 
Molto accreditata e decisamente più folcloristica e storica è la declinazione fonetica del tedesco Tiroler gold ovvero "oro del Tirolo", da cui “Teroldego”, successivamente diventato “Teroldego Rotaliano” per tutelare le caratteristiche pedo-climatiche della zona d’origine.  
Meno riconosciuta la teoria per cui il toponimo “Teroldego” deriverebbe dall'uva "Teroldola" (citata in un documento del Concilio di Trento).

## Disciplinare
- DPR. 18.02.1971 G.U. 139 - 03.06.1971
- DPR 22.06.1987 G.U. 298 - 22.12.1987
- DM 30.11.2011 G.U. 295 – 20.12.2011 - Pubblicato sul sito ufficiale del Mipaaf - Sezione Qualità e Sicurezza Vini DOP e IGP
- DM 07.03.2014 Pubblicato sul sito ufficiale del Mipaaf - Sezione Qualità e Sicurezza Vini DOP e IGP

## Tipologie

### Teroldego Rotaliano
|                                | Teroldego Rotaliano Doc Rosato o Kretzer | Teroldego Rotaliano DOC rosso o rubino | Teroldego Rotaliano DOC superiore e superiore riserva |
| uvaggio                        | Teroldego 100%                           | Teroldego 100%                         | Teroldego 100%                                        |
| titolo alcolometrico minimo    | 11,50 % vol.                             | 11,50 % vol.                           | 12,00 % vol.                                          |
| acidità totale minima          | 4,0 g/l.                                 | 4,0 g/l.                               | 4,5 g/l.                                              |
| estratto secco minimo          | 19,00 g/l                                | 21,00 g/l                              | 22,00 g/l                                             |
| resa massima di uva per ettaro | ? q.                                     | ? q.                                   | ? q.                                                  |
| resa massima di uva in vino    | ? %                                      | ?%                                     | ?%                                                    |

### Caratteristiche organolettiche
Il colore rosso rubino, tendente al rosso mattone (nel tipo rosso); rosato, tendente al granato (nel tipo rosato); l'odore è caratteristico, gradevolmente fruttato, particolarmente intenso nel tipo rosso; mentre il sapore è asciutto, sapido, leggermente amarognolo; un po' più di corpo e leggermente tannico (nel tipo rosso).

### Abbinamenti
Si accompagna bene con bolliti, arrosti di carni rosse, grigliate e formaggi stagionati; giovane va servito a 16-18 °C, invecchiato a 18 °C.